# جانيت كيرينا
جانيت كيرينا (بالإنجليزية: Janet Kirina)‏، هي مُمثلة ومُغنية ومُقدمة برامج ومُنتجة كينية. حصلت سنة 2009 على جائزة أفضل مُمثلة في حفل توزيع جوائز كلاشا عن دورها في فيلم «بينتا» (بالإنجليزية: Benta)‏.

## طفولتها
وُلدت جانيت كيرينا في 25 أبريل 1986 في مدينة Kajiado في كينيا.

## روابط خارجية
جانيت كيرينا على موقع IMDb (الإنجليزية)